# This Is Tomorrow
This Is Tomorrow ("Questo è il domani") è stata una mostra inaugurata a Londra l'8 agosto 1956, alla Whitechapel Art Gallery, che raccolse grande successo tra critici e pubblico e segnò la consacrazione definitiva di due movimenti che ebbero influenza decisiva su tutta la produzione artistica degli anni sessanta: la Pop Art e il New Brutalism.  La mostra era divisa in dodici sezioni, ognuna delle quali gestita da un gruppo di artisti, che decise autonomamente il tipo di allestimento e il poster che lo pubblicizzava. 
Fra i dodici padiglioni spiccavano le opere del Gruppo 2 e del Gruppo 6, dove entrambi affrontano senza mezzi termini il tema del domani da due posizioni antitetiche.
Il Gruppo 2 manifesta uno sfrenato ottimismo; i protagonisti sono Richard Hamilton, John Mchale e l'architetto John Voelcker. Hamilton fu anche il creatore di un famoso manifesto realizzato a collage, Che cosa rende le case di oggi così diverse, così attraenti?, che fu realizzato in occasione della mostra; con occhio benevolo o al massimo indifferente si limita a predire il futuro panorama domestico e urbano della società del benessere e, insieme, la nuova arte del Pop.
Il Gruppo 6, sul versante opposto, lontano dai fragori della pubblicità e della società dei consumi è attento alle labili tracce della storie di ogni giorno, dal gruppo spicca la presenza degli architetti Alison e Peter Smithson.